# 池田長久
池田 長久（いけだ ながひさ、正保2年（1645年）- 元禄10年5月18日（1697年7月6日））は、岡山藩の家老。片桐池田家第3代当主。
父は岡山藩家老池田長明。母は側室。正室は加藤泰義の娘。子は池田長喬。幼名は勝八。通称は大学。

## 生涯
正保2年（1645年）、岡山藩家老池田長明の次男として周匝に誕生する。兄の長重が早世したため嫡子となる。寛文8年（1668年）、父長明の隠居により家督相続し、岡山藩仕置家老、周匝2万2000石の領主となる。
寛文9年（1669年）旭川の洪水から岡山城下を守るため、洪水の際の放水路として大荒手（百間川）の築造を津田永忠に命じた。延宝2年（1674年）11月、幕府より前年の京都大火で焼失した仙洞御所造営助役の命が岡山藩に下る。藩主綱政に普請惣奉行を命じられ、翌延宝3年（1675年）正月、上京して工事を監督した。10月、御所造営が竣工し、12月、京都所司代永井尚庸の屋敷で、褒賞として銀100枚と時服を賜る。元禄4年（1691年）6月、仕置家老を辞任する。
元禄10年（1697年）5月18日没。家督は嫡男の長喬が相続した。